# I Can't Stop Loving You
I Can't Stop Loving You è un celebre brano musicale scritto e composto dal cantautore e musicista country Don Gibson, che la registrò il 30 dicembre 1957, per la RCA Victor, pubblicandola sul 45 giri Oh Lonesome Me/I Can't Stop Lovin' You.
La canzone conobbe la popolarità internazionale nella cover registrata da Ray Charles nel 1962 e pubblicata nell'album Modern Sounds in Country and Western Music. Questa versione del brano raggiunse la vetta della Billboard Hot 100 nel 1962 per cinque settimane, della Official Singles Chart per due settimane, in Olanda per quattro settimane ed in Australia, oltre la prima posizione delle classifiche U.S. R&B e Adult Contemporary, la quarta in Norvegia e l'ottava in Germania ed ottenendo la posizione numero #161 della classifica delle 500 migliori canzoni secondo la rivista Rolling Stone.
Nel 2001 la canzone è apparsa nella colonna sonora dell'anime Metropolis, dove viene usata al posto degli effetti sonori, durante una scena di distruzione.

## Cover
- 1961 - Roy Orbison
- 1962 - Ray Charles
- 1963 - Count Basie
- 1964 - Frank Sinatra
- 1969 - Jerry Lee Lewis
- 1970 - Elvis Presley
- 1991 - Van Morrison
- 1995 - Van Halen (nella canzone quasi omonima Can't Stop Lovin' You)
- 2006 - Martina McBride
- 2012 - Madeleine Peyroux
- 2014 - Bryan Adams